# Кобзун, Иван Михайлович
Иван Михайлович Кобзун (1902—1942) — лейтенант войск НКВД СССР, участник советско-финской и Великой Отечественной войн, Герой Советского Союза (1940).

## Биография
Иван Кобзун родился 11 (по новому стилю — 24) ноября 1902 года в деревне Барсуки (ныне — Верхнедвинский район Витебской области Белоруссии).
В 1924—1927 годах проходил службу в Рабоче-крестьянской Красной Армии. Демобилизовавшись, работал плотником. В 1930 году Кобзун пошёл на службу в войска ОГПУ. В 1932 году он окончил 3-ю школу пограничной охраны и войск ОГПУ. Член ВКП(б)/КПСС с 1931 года.
Участвовал в советско-финской войне, будучи командиром пулемётного взвода 5-й пулемётной роты 5-го пограничного полка войск НКВД. 27 января 1940 года пулемётная рота пограничников старшего лейтенанта А. Г. Лужецкого попала в окружение. В течение 46 дней рота сражалась с превосходящими по численности финскими войсками. Лейтенант Кобзун личным примером показывал образцы мужества для своих подчинённых, умело руководил ими, а в тяжелые моменты сам вёл пулемётный огонь по противнику. Когда при проведении разведки его группа была отрезана от своих, трое суток возглавлял упорный оборонительный бой, а затем пробился обратно к своей роте. В тех боях Кобзун получил два тяжёлых ранения, но продолжал сражаться, сумев выйти из окружения с остатками группы.
Указом Президиума Верховного Совета СССР от 26 апреля 1940 года «за успешное выполнение боевых заданий Правительства по охране государственных границ и проявленные при этом отвагу и геройство» лейтенант Иван Кобзун был удостоен звания Героя Советского Союза с вручением ордена Ленина и медали «Золотая Звезда» за номером 131.
В дальнейшем учился в Высшей школе НКВД СССР. С июля 1941 года — на фронтах Великой Отечественной войны. Направлен на Юго-западный фронт помощником начальника штаба 23-го отдельного дивизиона Внутренних войск НКВД. Участник обороны Киева. В 1942 году погиб в одном из боёв.

## Память
В честь Кобзуна названа улица в Верхнедвинске, установлен памятник в Барсуках.